# 菲耶索莱圣罗穆鲁斯主教座堂
菲耶索莱圣罗穆鲁斯主教座堂（義大利語：Cattedrale di San Romolo）是天主教菲耶索萊教區的主教座堂，位于意大利托斯卡纳大区佛罗伦萨广域市的菲耶索萊，主保圣人是菲耶索莱的罗穆鲁斯。该堂为罗曼式建筑风格。

## 历史
该堂原在山下，修建在菲耶索莱的罗穆鲁斯殉道的地点。目前的教堂建于1028年，因为主教希望设在城墙以内。钟楼建于1213年。旧堂则改为本笃会修道院，1778年关闭。

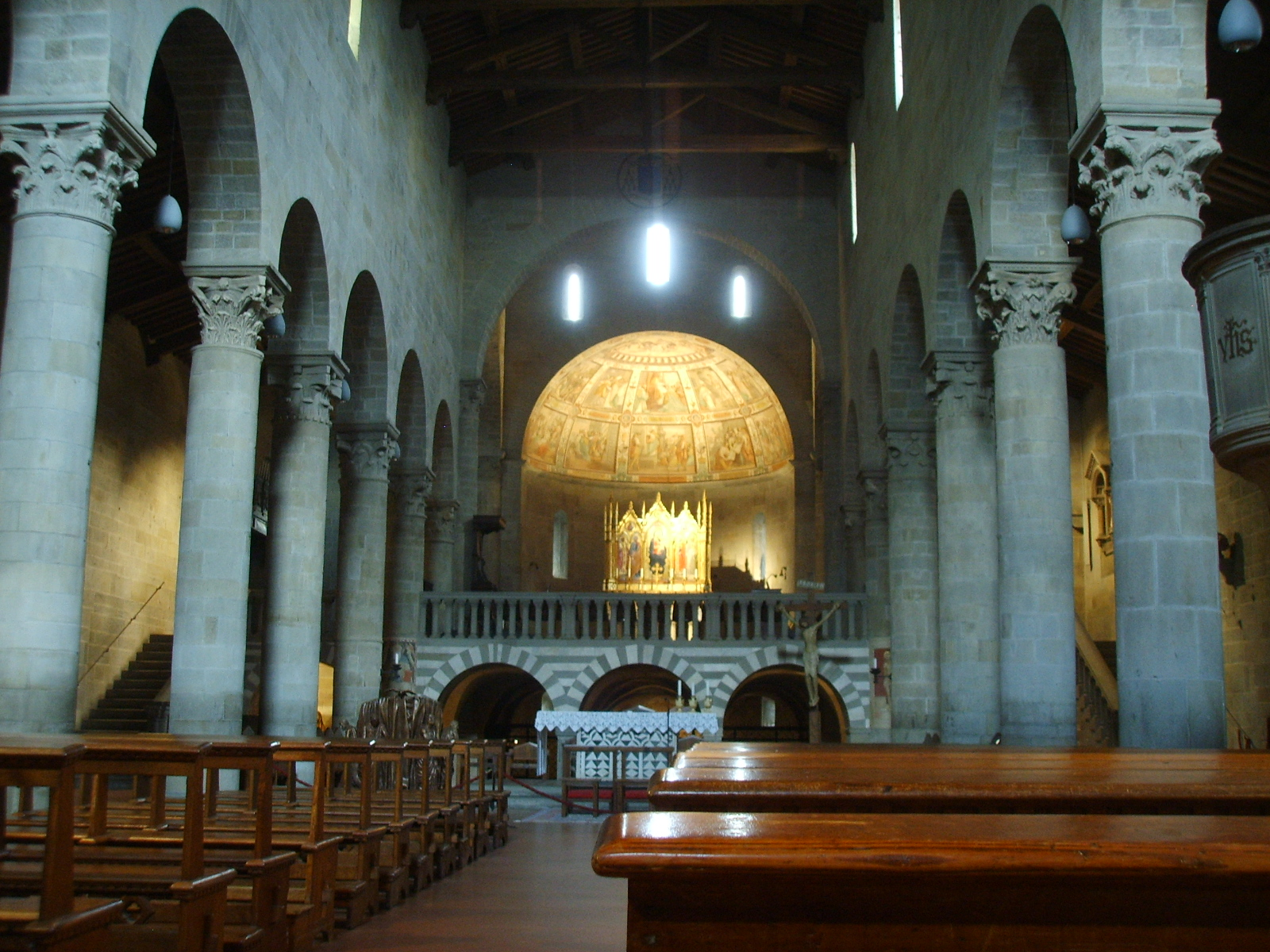
内部